# 133 atrapados por la realidad
133 atrapados por la realidad fue una serie de televisión del tipo documental que acompañaba y grababa a los funcionarios policiales de Carabineros de Chile en algunas de las principales regiones de Chile durante patrullajes y otros operativos policiales. El nombre de este programa esta directamente relacionado con el teléfono de emergencias policiales de Chile, 133, el que atiende en todo momento y en toda situación que amerite la ayuda policial.
Un camarógrafo acompaña a los uniformados en los vehículos policiales, mostrando las complejas situaciones y operativos que los funcionarios deben enfrentar día a día. Principalmente se pueden observar operativos por robos, asaltos, accidentes, allanamientos, tráfico de drogas y violencia intrafamiliar (VIF), siendo este último en el cual podemos ver el lado más humano de los policías.
El narrador de las primeras exitosas 4 temporadas de 133 era el periodista Manuel Cotapos. En la 5.ª y última temporada (2012) Cotapos fue reemplazado por Mauricio Carvajal, destacado locutor de Radio Carabineros de Chile.